# Vila do Corvo
Vila do Corvo, kurz Corvo, ist ein Kreis (Município) der die gesamte Fläche der Azoreninsel Corvo umfasst.  Er ist der einzige Kreis in Portugal der keine Gemeinde (Freguesia) enthält. Die Gemeindeaufgaben werden vom Kreis miterledigt. 1832 bekam Corvo das Stadtrecht als Vila verliehen. Mit 384 Einwohnern (Stand 19. April 2021) ist sie nach Arnis in Deutschland die zweitkleinste Stadt Europas.

## Geografie
Vila do Corvo liegt am Fuß des Vulkankraters Caldeirão im Süden Corvos auf einem alten Lavastrom. Es ist die einzige Ortschaft der Insel.

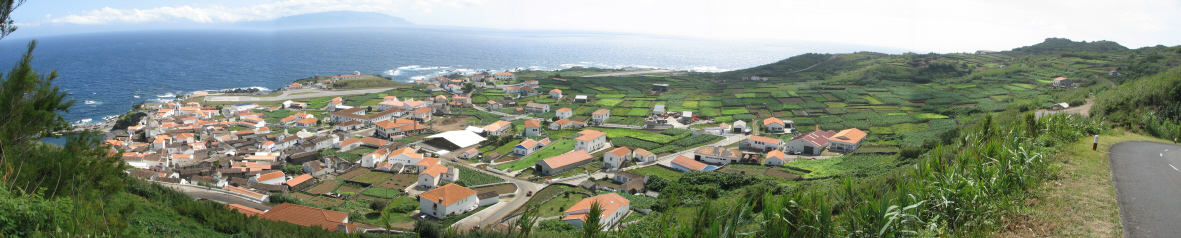
Panoramablick auf Vila do Corvo

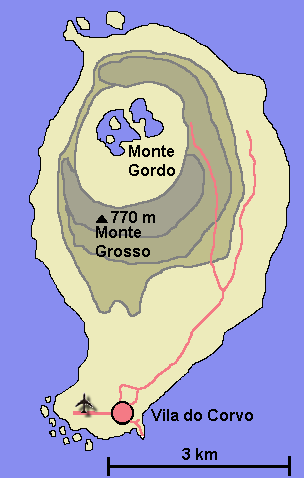
Lage der Stadt auf Corvo

## Geschichte
Vila do Corvo entstand im 16. Jahrhundert, nachdem frühere Besiedlungsversuche der wahrscheinlich 1452 von dem Seefahrer Diogo de Teive entdeckten Insel Corvo gescheitert waren. Im 17. und 18. Jahrhundert galt der Ort als Unterschlupf von Piraten. Am 21. Juli 1832 bekam Vila do Corvo vom Herzog von Braganza im Namen der portugiesischen Königin Maria II. das Stadtrecht verliehen. Erst 1963 gab es auf der Insel elektrischen Strom. 1973 wurde sie ans Telefonnetz angeschlossen.

## Sehenswürdigkeiten
Die einschiffige Kirche Igreja de Nossa Senhora dos Milagres wurde von 1789 bis 1795 erbaut. Die Heilig-Geist-Kapelle Império do Espírito Santo da Vila do Corvo stammt, wie eine Inschrift im Giebel angibt, aus dem Jahr 1871. An der Ponta Negra stehen neben dem Leuchtturm auch drei traditionelle Windmühlen.

## Wirtschaft und Infrastruktur

### Wirtschaft
Der wichtigste Wirtschaftszweig ist die Viehwirtschaft. Es gibt auf der Insel rund 1000 Rinder. Daneben wird Fischfang betrieben.

### Verkehr
Vila do Corvo besitzt drei Häfen, von denen aber nur der Porto da Casa noch genutzt wird. Hier legt auch die Fähre der Atlanticoline S.A. an, die Corvo von Lajes das Flores aus ganzjährig ansteuert. Die zwei anderen Häfen dienen nur noch zum Baden.
Seit 1993 besitzt die Stadt einen Flughafen mit einer 850 m langen Landebahn. Er wird mehrmals in der Woche von der azoreanischen Fluggesellschaft SATA aus Santa Cruz das Flores und Horta (Faial) angeflogen.

### Bildung
In der Stadt gibt es eine Primarschule.

## Galerie

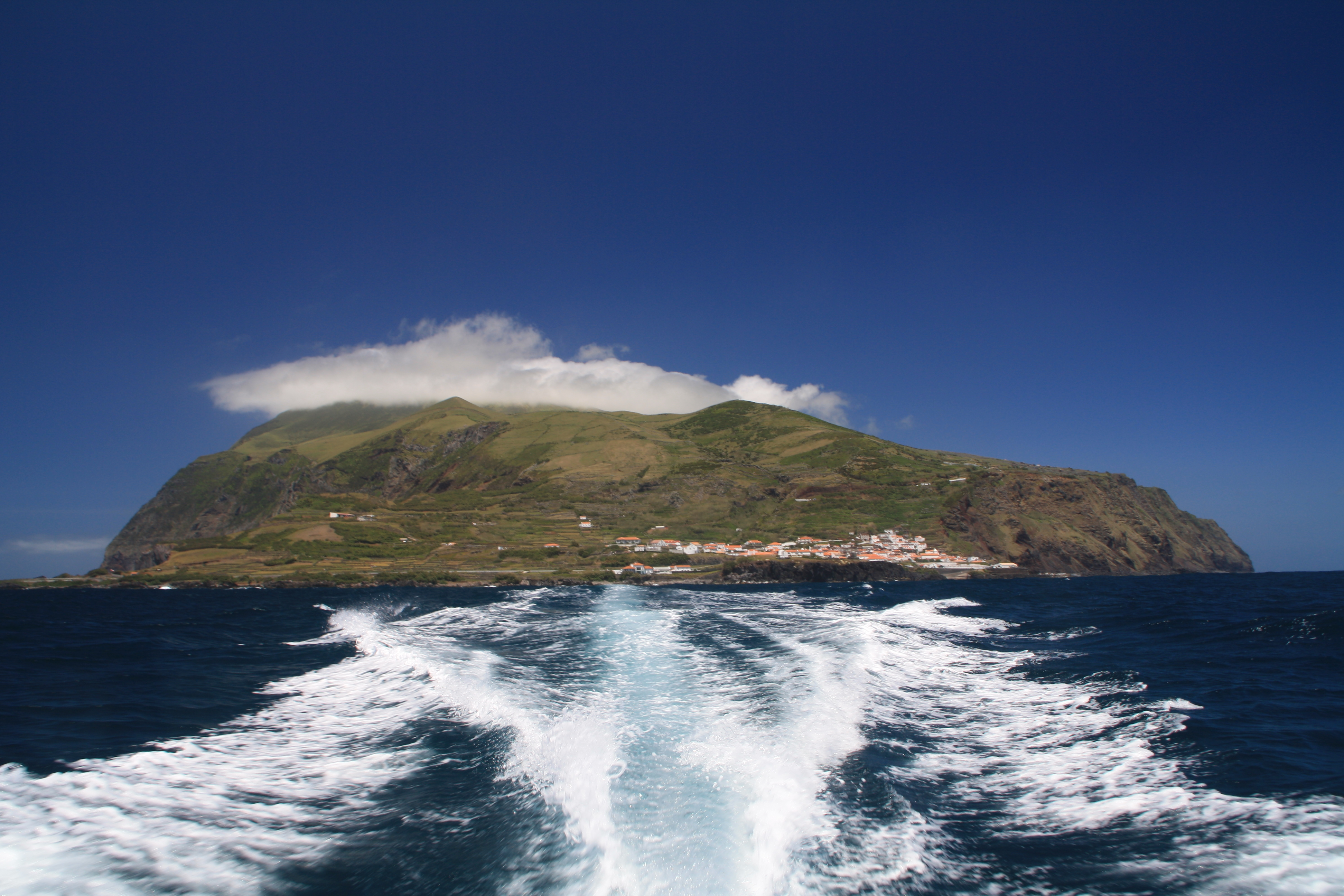
Insel Corvo
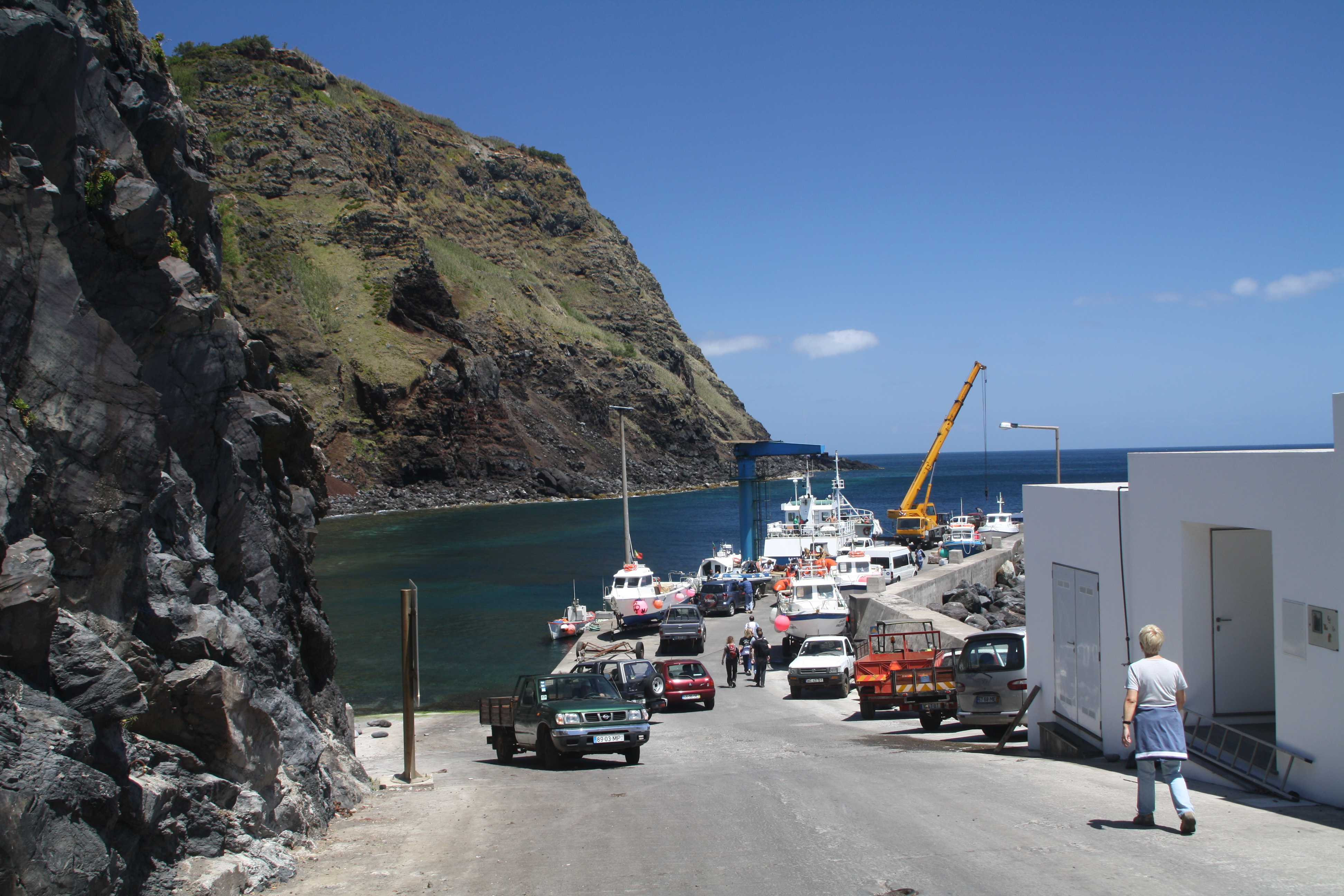
Hafen Porto da Casa
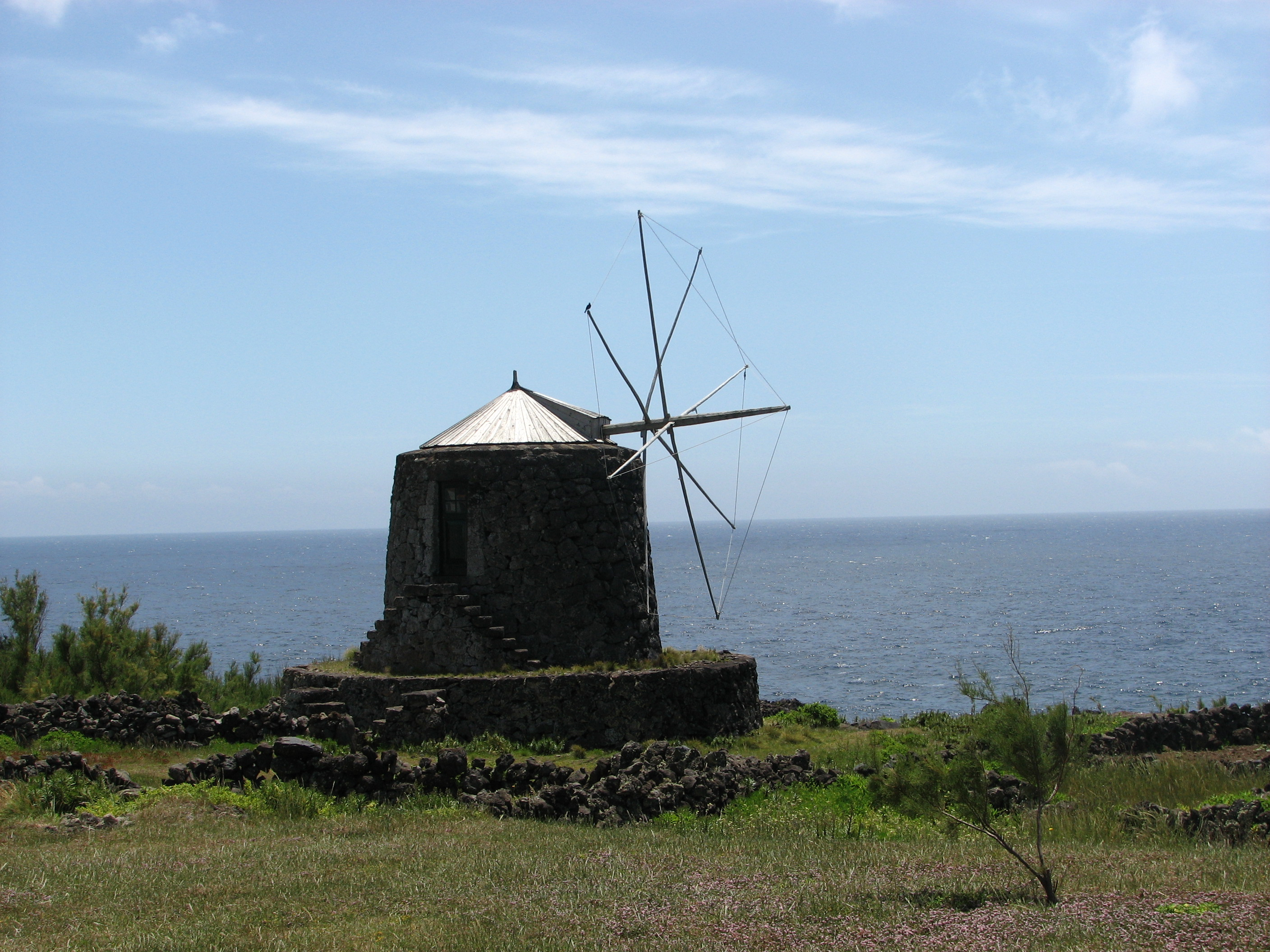
Windmühle
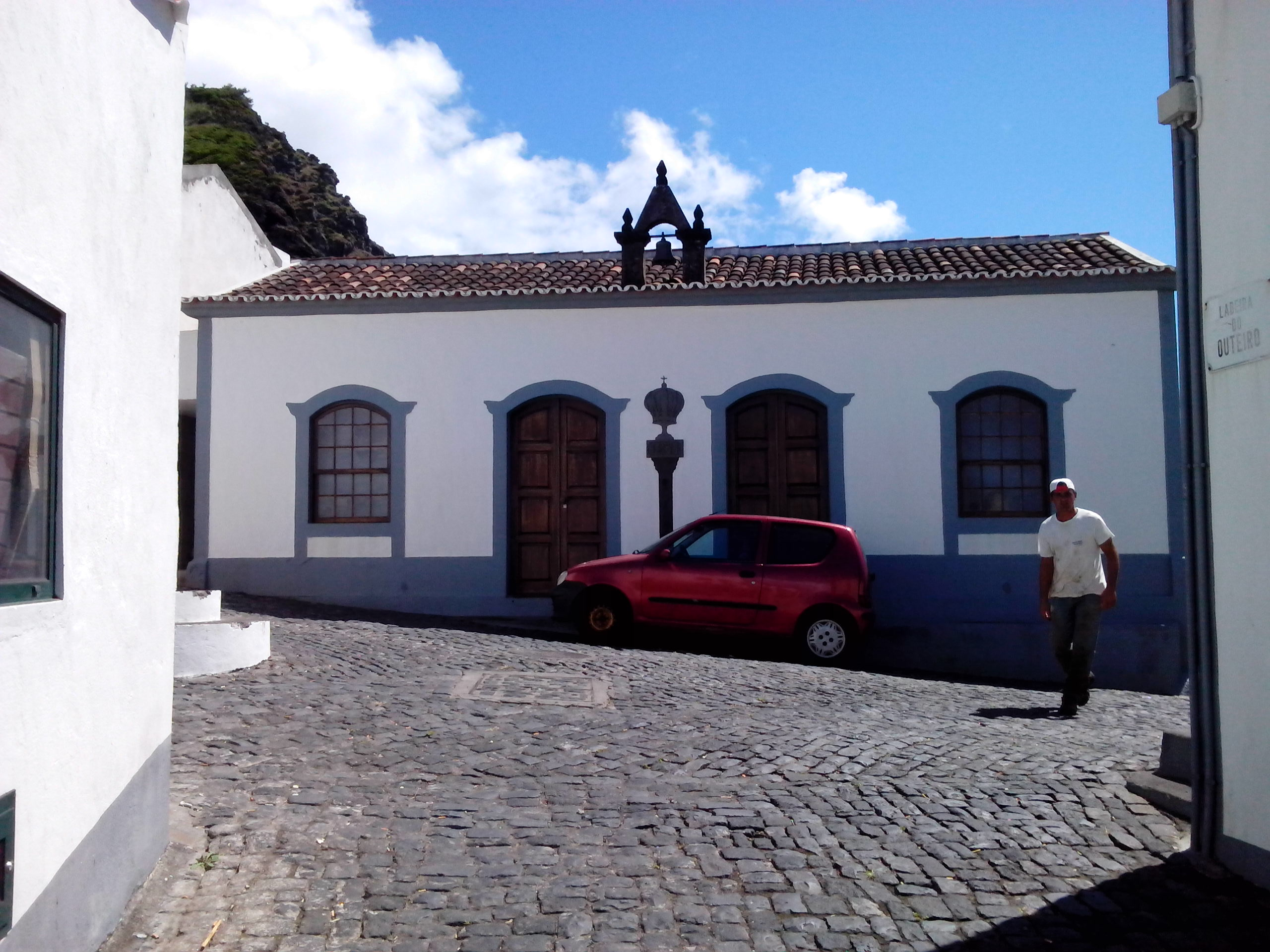
Heilig-Geist-Kapelle